# Commodity
Een commodity is een bulkgoed, een massa-geproduceerd ongespecialiseerd product, veelal een vervangbaar goed als grondstoffen en agrarische producten. Als zodanig is het ook een beleggingsklasse: commodity's worden verhandeld via termijncontracten op de beurs, maar ook daarbuiten.

## Karakteristieken
Een exacte definitie van commodity's is niet eenvoudig te geven. De commodity's hebben de volgende eigenschappen:
- De prijs komt tot stand door vraag en aanbod op de markt, niet door een kosten-met-opslag methode door de producent
- Specificaties van de goederen worden gestandaardiseerd aangegeven, er is onder de goederen geen verschillende kwaliteit
- De goederen kunnen fysiek worden geleverd, maar dat is niet noodzakelijk het geval
- De goederen kunnen een redelijke termijn opgeslagen en bewaard worden (met uitzondering van elektriciteit)
- De kwaliteit is uniform, verschillende producenten leveren identieke goederen
- Het gaat om grote hoeveelheden

## Investeren in commodity's
De meeste termijncontracten op commodity's worden verhandeld op de termijnbeurs van Chicago, de Chicago Board of Trade (CBOT). Metalen worden voornamelijk verhandeld op de London Metal Exchange. Recentelijk zijn meer goederen een commodity geworden (dat wil zeggen, zij hebben een notering op een termijnbeurs gekregen). Tussen 2005 en 2011 zijn onder andere zuivel, staal, kobalt en plastic een daadwerkelijke commodity geworden.
Er zijn verschillende partijen actief op de markt. 
- Producenten

Producenten kunnen met de verkoop van termijncontracten zich indekken tegen nadelige schommelingen in de prijs van de producten die zij produceren (hedging). 
- Afnemers

Ondernemingen die bepaalde commodity's nodig hebben voor de bedrijfsvoering, zoals kerosine voor een luchtvaartmaatschappij, kunnen zich indekken tegen het risico van prijsstijgingen. Zij hedgen hun risico.
- Beleggers

Beleggen in commodity's gaat gepaard met twee grote voordelen. Ten eerste is deze vermogensklasse relatief ongevoelig voor inflatie. Daarnaast is de correlatie van commodity's met beleggingen in aandelen en obligaties laag. Door deze lage correlatie kan het risico van een brede portefeuille verlaagd worden. 
- Speculanten

In de context van een beleggingsportefeuille kunnen commodity's het risico verlagen, maar als los beleggingsobject is het onderhevig aan grote prijsschommelingen. Speculanten proberen hierop in te spelen.
In zeldzame gevallen is de prijs negatief. Dit kan gebeuren bij de combinatie van een geringe vraag, een productie die daar niet op aangepast is geweest en niet eenvoudig stilgelegd kan worden en het vol raken van de opslagcapaciteit. Dit was op 20 april 2020 het geval in de VS voor termijncontracten op West Texas Intermediate-olie, door de coronacrisis en de olieprijsoorlog tussen Saudi-Arabië en Rusland. Er werd geld gegeven aan degenen die bereid waren de olie in mei op te halen in Cushing (Oklahoma).

## Verschillende commodity's
Er zijn vele verschillende commodity's. De meest bekende zijn de onderstaande.
Agrarische producten:
- Graan
- Cacao
- Pinda's
- Plantaardige oliën
- Sinaasappelsap
- Katoen
- Koffie
- Aardappels
- Slachtvarkens

Edelmetalen:
- Goud
- Zilver
- Palladium

Metalen:
- Koper
- Tin
- Zink
- Aluminium
- Lood
- Nikkel

Energie:
- Olie
- Aardgas
- Steenkool
- Kerosine
- Elektriciteit

Delfstoffen:
- Zout
- Zand
- Cement

Cryptovaluta's:
- Bitcoin

## Commodity's buiten de financiële wereld
In de sfeer van marketing en producenten van apparaten is de term commodity een negatieve benaming. Het betekent dat het niet meer mogelijk is zich te onderscheiden van de concurrentie en de marges zijn laag geworden. Bijvoorbeeld:
De markt voor dvd-spelers is niet langer interessant, het is een commodity geworden.
Commodificatie is een verwant politiek begrip: dat gaat over het maatschappelijke proces dat dingen handelswaar worden die dat eigenlijk niet zouden moeten zijn, zoals liefde.